# Davide Valsecchi
Davide Valsecchi (* 24. ledna 1987) je italský automobilový závodník, držitel titulu GP2 Series z roku 2012 a rezervní pilot týmu Formule 1 Lotusu.

## Kariéra

### Formule Renault
V letech 2003 až 2007 Valsecchi pilotoval v závodních třídách Formule-Renault. Postupně stoupal od Italské Formle Renault, přes Formule Renault Eurocup až do Světové série Renault v roce 2006. V roce 2007 vyhrál ve Světové sérii jeden závod.

### Formule 3
Od roku 2003 do roku 2005 se Valsecchi také účastnil vybraných závodů italské a německé Formule 3, kde získal jedno pódiové umístění.

### Formule 3000
V roce 2005 odjel Valsecchi jeden závod v 3000 Pro Series, série určené pro závodní auta z Mezinárodní Formule 3000.

### Sportovní auta
V roce 2006 se Valsecchi zúčastnil tří závodu v sérii Le Mans v kategorii LMP2 za tým Barazi-Epsilon, kde dojel na pódiovém umístění v každém závodě.

### GP2 Series
V roce 2008 Valsecchi působil v GP2 Series i v nové GP2 Asia Series v týmu Durango společně s Albertem Valeriem. V kvalifikaci na druhý závod GP2 Series v Istanbulu těžce havaroval v rychlosti 280 km/h, ale vyvázl bez vážného zranění s lehkým otřesem mozku a poranění páteře. Z tohoto důvodu se nezúčastnil zbytku závodního víkendu ani dalších dvou závodů. Podle technického ředitele GP2, Didiera Perrina, bylo pravděpodobnou příčinou nehody selhání brzd. Vyproštění Valsecchiho z havarovaného vozu bylo mimo jiné ztíženo i zaseknutým bezpečnostním pásem, což vyústilo ve vydání nových technických instrukcí.
K závodění se vrátil v Silverstone, kde získat bod ze sprintu. Ve Spa-Francorchamps znovu těžce havaroval a musel znovu na prohlídku do nemocnice, tentokrát bez zranění, takže mohl druhé den pokračovat a získat další bod ze sprintu. V Monze pak sprint vyhrál, což bylo jeho první vítězství v GP2.
Valsecchi zůstal u týmu Durango i pro sezónu 2008–09 GP2 Asia series a začátek sezóny GP2 Series 2009. Současně se zúčastnil programu na výchovu pilotů z Renaultu. V roce 2009 se přesunul do týmu Brawa Addax, kde nahradil Romaina Grosjeana (který odešel do Formule 1). Jeho týmovým kolegou byl Vitalij Petrov. Sezónu dokončil na 17. místě.
Pro sezónu 2009–10 asijské části série a 2010 hlavní části se přidal k týmu iSport International, po bok Olivera Turveyho. Valsecchi získal titul GP2 Asian Series tři závody před koncem sezóny po třech vítězstvích a dvou druhých místech v prvních pěti závodech. V hlavní části skončil až za svým týmovým kolegou, ale získal svou první pole-position a vyhrál poslední závod sezóny, kterou nakonec zakončil na celkovém osmém místě.
Pro rok 2011 Valsecchi podepsal smlouvy s týmem AirAsia společně s Luizem Raziou, oba byli současně testovacími piloty u Lotusu, týmu Formule 1. Asijskou část GP2 dokončil na 7. místě. V hlavní části získal pro tým první vítězství v Monaku a také zajel své první nejrychlejší kolo v této sérii. Po dvojitém bodování ve Valencii se mu ale nepodařilo získat ani jeden bod v dalších 10 závodech. V konečném pořadí spadl až na 8. místo a vyrovnal tak své předchozí maximum.
V roce 2012 se přesunul k týmu DAMS, kde v sezóně 2011 získal titul mistra světa Grosjean. Ze začátku sezóny se ujal vedení šampionátu, po horší střední části na chvíli spadl za svého bývalého kolegu a nyní největšího rivala Raziu, ale díky dobrému konci sezóny, včetně vítězství v domácím závodě v Monze, nakonec získal titul s 247 body před druhým Raziou s 222.

### Formule 1
Valsecchi poprvé usedl do monopostu Formule 1 za tým Hispania Racing při testech nováčků v Abú Dhabí 17. listopadu 2010. Za Hispanii se testu zúčastnili i Pastor Maldonado a Josef Král. Pro následující sezóny byl určen jako rezervní pilot týmu Lotus Racing, za který odjel i páteční trénink Malajsijské Grand Prix v dubnu.
V roce 2013 byl v pozici testovacího a rezervního jezdce týmu Lotus F1 a po odstoupení Kimiho Räikkönena pro zdravotní potíže byl jedním z kandidátů na jeho nahrazení v posledních dvou závodech sezóny 2013.

## Výsledky

### Souhrnné výsledky za celou kariéru
| Sezóna  | Série                        | Tým                   | Závody          | Vítězství       | PP              | NK              | Pódia           | Body            | Umístění        |
| ------- | ---------------------------- | --------------------- | --------------- | --------------- | --------------- | --------------- | --------------- | --------------- | --------------- |
| 2003    | Formula Renault 2000 Italia  | RP Motorsport         | 12              | 0               | 0               | 0               | 0               | 24              | 15. místo       |
| 2003    | Formula Renault 2000 Masters | RP Motorsport         | 1               | 0               | 0               | 0               | 0               | 0               | —               |
| 2003    | Italian Formula Three        | RP Motorsport         | 1               | 0               | 0               | 0               | 0               | 0               | —               |
| 2004    | Formula Renault 2000 Italia  | Cram Competition      | 15              | 0               | 0               | 0               | 0               | 31              | 14. místo       |
| 2004    | Formula Renault 2000 Eurocup | Cram Competition      | 11              | 0               | 0               | 0               | 0               | 2               | 31. místo       |
| 2004    | Italian Formula Three        | Corbetta              | 2               | 0               | 0               | 0               | 0               | 0               | —               |
| 2005    | Formula Renault 2.0 Italia   | RP Motorsport         | 17              | 0               | 1               | 1               | 2               | 104             | 7. místo        |
| 2005    | Eurocup Formula Renault 2.0  | RP Motorsport         | 2               | 0               | 0               | 0               | 0               | 0               | —               |
| 2005    | Italian Formula Three        | Corbetta              | 3               | 0               | 0               | 0               | 1               | 35              | 7. místo        |
| 2005    | Recaro Formel 3 Cup          | Corbetta              | 2               | 0               | 0               | 0               | 0               | 0               | —               |
| 2005    | F3000 International Masters  | ADM Motorsport        | 1               | 0               | 0               | 0               | 0               | 3               | 14. místo       |
| 2006    | Formula Renault 3.5 Series   | Epsilon Euskadi       | 15              | 0               | 1               | 0               | 2               | 43              | 10. místo       |
| 2006    | Le Mans Series               | Barazi-Epsilon (LMP2) | 3               | 0               | 0               | 0               | 0               | 6               | 15. místo       |
| 2007    | Formula Renault 3.5 Series   | Epsilon Euskadi       | 17              | 1               | 0               | 0               | 2               | 37              | 16. místo       |
| 2008    | GP2 Series                   | Durango               | 14              | 1               | 0               | 0               | 1               | 11              | 15. místo       |
| 2008    | GP2 Asia Series              | Durango               | 10              | 0               | 0               | 0               | 0               | 17              | 8. místo        |
| 2008–09 | GP2 Asia Series              | Durango               | 11              | 1               | 0               | 0               | 4               | 34              | 4. místo        |
| 2009    | GP2 Series                   | Durango               | 20              | 0               | 0               | 0               | 1               | 12              | 17. místo       |
| 2009    | GP2 Series                   | Barwa Addax           | 20              | 0               | 0               | 0               | 1               | 12              | 17. místo       |
| 2009–10 | GP2 Asia Series              | iSport International  | 8               | 3               | 1               | 2               | 6               | 56              | 1. místo        |
| 2010    | GP2 Series                   | iSport International  | 20              | 1               | 1               | 1               | 3               | 31              | 8. místo        |
| 2010    | Auto GP                      | RP Motorsport         | 2               | 0               | 0               | 0               | 0               | 0               | 23. místo       |
| 2011    | GP2 Asia Series              | Team AirAsia          | 4               | 0               | 0               | 0               | 1               | 9               | 7. místo        |
| 2011    | GP2 Series                   | Team AirAsia          | 18              | 1               | 0               | 1               | 2               | 30              | 8. místo        |
| 2011    | Formula One                  | Lotus Racing          | Testovací pilot | Testovací pilot | Testovací pilot | Testovací pilot | Testovací pilot | Testovací pilot | Testovací pilot |
| 2012    | GP2 Series                   | DAMS                  | 24              | 4               | 2               | 6               | 10              | 247             | 1. místo        |
| 2013    | Formule 1                    | Lotus F1              | Testovací pilot | Testovací pilot | Testovací pilot | Testovací pilot | Testovací pilot | Testovací pilot | Testovací pilot |

### Výsledky ve Formula Renault 3.5 Series
| Rok  | Tým             | 1         | 2         | 3         | 4       | 5       | 6         | 7         | 8        | 9         | 10       | 11       | 12       | 13       | 14       | 15       | 16       | 17        | Body | Umístění  |
| ---- | --------------- | --------- | --------- | --------- | ------- | ------- | --------- | --------- | -------- | --------- | -------- | -------- | -------- | -------- | -------- | -------- | -------- | --------- | ---- | --------- |
| 2006 | Epsilon Euskadi | ZOL 1 DNS | ZOL 2 15  | MON 1 DNQ | IST 1 5 | IST 2 3 | MIS 1 Ret | MIS 2 3   | SPA 1 8  | SPA 2 Ret | NÜR 1 8  | NÜR 2 12 | DON 1 16 | DON 2 7  | LMS 1 17 | LMS 2 5  | CAT 1 15 | CAT 2 Ret | 43   | 10. místo |
| 2007 | Epsilon Euskadi | MNZ 1 Ret | MNZ 2 Ret | NÜR 1 8   | NÜR 2 1 | MON 1 8 | HUN 1 Ret | HUN 2 Ret | SPA 1 10 | SPA 2 13  | DON 1 21 | DON 2    | MAG 1 8  | MAG 2 13 | EST 1 13 | EST 2 11 | CAT 1 11 | CAT 2 9   | 37   | 16. místo |

### Výsledky v GP2 Series
| Rok     | Tým                  | 1           | 2          | 3           | 4          | 5          | 6           | 7          | 8          | 9           | 10         | 11          | 12           | Body | Umístění |
| ------- | -------------------- | ----------- | ---------- | ----------- | ---------- | ---------- | ----------- | ---------- | ---------- | ----------- | ---------- | ----------- | ------------ | ---- | -------- |
| 2008    | Durango              | DUB1 FEA 17 | DUB1 SPR 6 | IDN FEA Ret | IDN SPR 19 | MYS FEA 4  | MYS SPR 4   | BHR FEA 6  | BHR SPR 6  | DUB2 FEA 14 | DUB2 SPR 4 |             |              | 17   | 8. místo |
| 2008–09 | Durango              | CHN FEA 8   | CHN SPR 1  | DUB FEA 2   | DUB SPR C  | BHR1 FEA 5 | BHR1 SPR 2  | QAT FEA 6  | QAT SPR 5  | MYS FEA 8   | MYS SPR 3  | BHR2 FEA 16 | BHR2 SPR Ret | 34   | 4. místo |
| 2009–10 | iSport International | ABU1 FEA 1  | ABU1 SPR 2 | ABU2 FEA 2  | ABU2 SPR 1 | BHR1 FEA 1 | BHR1 SPR 20 | BHR2 FEA 2 | BHR2 SPR 4 |             |            |             |              | 56   | 1. místo |
| 2011    | Team AirAsia         | ABU FEA 3   | ABU SPR 4  | ITA FEA DSQ | ITA SPR 17 |            |             |            |            |             |            |             |              | 9    | 7. místo |

### Výsledky ve Formuli 1
| Rok  | Tým        | Šasi       | Motor               | 1   | 2      | 3   | 4   | 5   | 6   | 7   | 8   | 9   | 10  | 11  | 12  | 13  | 14  | 15  | 16  | 17  | 18  | 19  | Body | Umístění |
| ---- | ---------- | ---------- | ------------------- | --- | ------ | --- | --- | --- | --- | --- | --- | --- | --- | --- | --- | --- | --- | --- | --- | --- | --- | --- | ---- | -------- |
| 2011 | Team Lotus | Lotus T128 | Renault RS27 2.4 V8 | AUS | MAL TD | CHN | TUR | ESP | MON | CAN | EUR | GBR | GER | HUN | BEL | ITA | SIN | JPN | KOR | IND | ABU | BRA | —    | —        |